# Championnat du Centre de cross-country
Le Championnat du Centre de cross-country est la compétition annuelle de cross-country désignant le champion du Centre-Val de Loire de la discipline.
Il est qualificatif pour les Interrégionaux Centre-Ouest de cross-country.

## Palmarès hommes
| Années | Lieux                                     | Vétérans           | Cross court            | Minimes                | Cadets                 | Juniors                | Espoirs            | Seniors             |
| ------ | ----------------------------------------- | ------------------ | ---------------------- | ---------------------- | ---------------------- | ---------------------- | ------------------ | ------------------- |
| 1989   | Chartres (Eure-et-Loir)                   |                    |                        |                        |                        |                        | Didier Sainthorant | Didier Sainthorant  |
| 1990   | Vineuil (Loir-et-Cher)                    | Taverne Armand     |                        | Gautron Mikael         | Blanchard Olivier      | Kériel Alix            |                    | Didier Sainthorant  |
| 1991   | Issoudun (Indre)                          | Farnier            |                        | Achbakou               | Douceron               | Caillard               | El Bakri           | Didier Sainthorant  |
| 1992   | Tours (Indre-et-Loire)                    | Farnier            |                        | Sbaouni                | Nicolas Lézé           | Caillard               |                    | Barreau Francois    |
| 1993   | Saran (Loiret)                            | Poignault          |                        | Sbaouni                | Franck Lanois          | Flisy                  | Caillard           | Benhalima Kelil     |
| 1994   | Saint-Amand-Montrond (Cher)               | Kérami             | non disputé            | Kevin Gully            | Franck Lanois          | Nicolas Lézé           | David Choinière    | Alex Vétillard      |
| 1995   | Châteaudun (Eure-et-Loir)                 |                    | non disputé            | E.Marc                 | Jérôme Frette          | Nadir Bensaad          | Nicolas Lézé       | Alex Vétillard      |
| 1996   | Onzain (Loir-et-Cher)                     | Alain Comte        | non disputé            |                        | Guillaume Philippon    | Franck Lanois          | Nicolas Lézé       | Alex Vétillard      |
| 1997   | La Châtre (Indre)                         | Alain Comte        | non disputé            | Léo Dazon              | Farid Bouallouz        | Guillaume Philippon    | Nicolas Lézé       | Alex Vétillard      |
| 1998   | Château-Renault (Indre-et-Loire)          | Alain Comte        | Laurent Caranton       |                        | Damien Rottier         | Guillaume Philippon    | Laurent Caranton   | Gérard Tardiveau    |
| 1999   | Onzain (Loir-et-Cher)                     |                    | Laurent Caranton       |                        |                        |                        | David Ramard       | Eric Lacroix ?      |
| 2000   |                                           |                    | Laurent Caranton       | Sylvain Ruillier       |                        |                        | David Ramard       | David Ramard        |
| 2001   | Olivet (Loiret)                           |                    | Laurent Caranton       |                        |                        |                        |                    | David Ramard        |
| 2002   | Blois (Loir-et-Cher)                      | Jean-Luc Charles   | Hrach Rachid           | Thomas Verdier         | Taïeg Kevin            | Dode Nicolas           | Rottier Damien     | Lacroix Eric        |
| 2003   | Issoudun (Indre)                          | Patrick Lespagnol  | Benjamin Soreau        |                        | Anthony Gauthier       | Guillaume Richer       |                    | Gilles Millet       |
| 2004   | Chambray-lès-Tours (Indre-et-Loire)       | Ghislain Chevalier | Vincent Biendel        | Alexis Jouanneau       | Anthony Gauthier       | Sylvain Ruillier       | Charley Couton     | Stéphane Jolivet    |
| 2005   | Saran (Loiret)                            | Ghislain Chevalier | Jérémy Jolivet         | Matthieu Lapotre       | Alexis Jouanneau       | Yassine Tabet          | Romain Martin      | Jérémy Legout       |
| 2006   | Allogny                                   | Ali El Kharrat     | Jérémy Jolivet         | Karim Lebelle          | Alexis Jouanneau       | Charles-Henri Barreau  | Julian Hervé       | Stéphane Jolivet    |
| 2007   | Chartres (Eure-et-Loir)                   | Gérard Tardiveau   | Mohammed Abdellaoui    | Romain Collenot-Spriet | Yassin Hariri          | Alexis Jouanneau       | Sylvain Dodé       | Guillaume Philippon |
| 2008   | Déols (Indre)                             | Boubker Boudraa    | Kévin Normand          | Illiace Hariri         | Romain Collenot-Spriet | Jérémy Rottier         | Freddy Guimard     | Stéphane Sirvin     |
| 2009   | Sainte-Maure-de-Touraine (Indre-et-Loire) | Boubker Boudraa    | Gaylord Silly          | Illiace Hariri         | Romain Collenot-Spriet | Louis Barreau          | Alexis Jouanneau   | David Ramard        |
| 2010   | Onzain (Loir-et-Cher)                     | Boubker Boudraa    | Brice Daubord          | François Wallon        | Antoine Conty          | Romain Collenot-Spriet | Alexis Jouanneau   | Freddy Guimard      |
| 2011   | Orléans (Loiret)                          | Gérard Tardiveau   | Gaylord Silly          | Damien Cailliau        | Vincent Godard         | Romain Collenot-Spriet | Alexis Jouanneau   | Freddy Guimard      |
| 2012   | Ligniére-en-Berry (Cher)                  | Christophe Tessiot | Romain Collenot-Spriet | Pierrick Loir          | Martin Le Brun         | Florian Deschamps      | Loick Chuberre     | Sylvain Dodé        |
| 2013   | Chartres (Eure-et-Loir)                   | Laurent Beillevert | Romain Collenot-Spriet | Téo Konzcylo           | Pierrick Loir          | Martin Le Brun         | Florian Deschamps  | Tony Orvain         |
| 2014   | Meziére-en-Brenne (Indre)                 | Pascal Hays        | Nicolas Dodé           | Benoît Delepine        | Pierrick Loir          | Martin Le Brun         | Simon Lamblin      | Charley Couton      |
| 2015   | Amboise (Indre-et-Loire)                  | Hassan Issengar    | Romain Collenot-Spriet | Guillaume Hay          | Téo Konzcylo           | Matis Sansu            | Baptiste Durand    | Florian Théophile   |
| 2016   | Romorantin-Lanthenay (Loir-et-Cher)       | Richard Ferrand    | Maxime Perrineau       | Baptiste Guyon         | Armand Levillain       | Téo Konczylo           | Baptiste Durand    | Brice Daubord       |
| 2017   | Orléans (Loiret)                          | Benoît Holzerny    | Romain Collenot-Spriet | Nicolas Ivanov-Furet   | Guillaume Hay          | Téo Lapouge            | Baptiste Jard      | Ahmat Abdou-Daoud   |
| 2018   | Avord (Cher)                              | Benoît Holzerny    | Maxime Perrineau       | G. Leprohon            | Baptiste Guyon         | Téo Lapouge            | Baptiste Jard      | Ahmat Abdou-Daoud   |

## Palmarès cross long femmes
- 2002 : Laetitia Saurin
- 2004 : Laetitia Saurin
- 2005 : Maire-Héléne Dupoux
- 2006 : Valérie Galland
- 2007 : Valérie Galland
- 2008 : Marie-Noelle Jacquet
- 2009 : Valérie Galland
- 2010 : Sabrina Godard
- 2011 : Sabrina Godard
- 2012 : Sabrina Godard
- 2013 : Sabrina Godard
- 2014 : Céline Thébault
- 2015 : Floriane Chevalier Garenne
- 2016 : Floriane Chevalier Garenne
- 2017 : Floriane Chevalier Garenne
- 2018 : Mathilde Maréchal